# Chomatobatrachus
Chomatobatrachus là một chi động vật lưỡng cư tiền sử tuyệt chủng.